# Paralaophonte obscura
Paralaophonte obscura är en kräftdjursart som beskrevs av Vervoort 1967. Paralaophonte obscura ingår i släktet Paralaophonte och familjen Laophontidae. Inga underarter finns listade i Catalogue of Life.